# Bamê Madliquin
Bamê madliquin (Do Hebraico: במה מדליקין; também escrito Bameh madlikin).
Trata-se de um pêrec (capítulo em que se dividem os tratados do Talmude) que é dito durante o serviço de Cabalat Shabat, e como tal é escrito na língua dominante à época da composição do Talmude. Em resumo, é uma discussão teológica acerca da chama e das obrigações de Shabat, de homens e mulheres; como se prepara a casa para o recebimento do santo dia sétimo.

## Liturgia
Segundo costume sefaradi, logo antes do Cadish Derabanan e Lerrá Dodi.
Quando o Cabalat Shabat ocorrer num erev de Iom Tov, em Chol Hamoed e em Hanucá não se diz. Isto é, diz-se apenas a partir do trecho amar ribi elazar.

## Transliteração e tradução

### Transliteração
| Aramaico                                          | Transliterado                                                          |
| ------------------------------------------------- | ---------------------------------------------------------------------- |
| (א) במה מדליקין. ובמה אין מדליקין: אין מדליקין    | Bamê madliquin, uvamê madliquin. Ein madliquin                         |
| לא בלכש. ולא כחסן. ולא בחלך. ולא בפתילת האידן.    | Lô verrelesh velô verrocen velô verralarr velô viftilat haidan         |
| ולא בפתילה המדבר. ולא בירוקה שעל-פני המים: לא     | Velô viftilat hamidbar, velô virocá sheal-pnei hamaim, lô              |
| בזפת. ולא בשעוה. ולא בשמן קיק. ולא בשמן שרפה.     | vezefet, velô veshaavá, velô veshemen quic, velô veshemen serfá        |
| ולא באליה. ולא בחלב: נחום המדי אומר מדליקין בחלב  | velô vealiá, velô verrelev. Narrum hamadi omer madliquin berrelev      |
| מבשל. וחכמים אומרים אחד מבשל ואחד שאינו מבשל      | mevushal, varrarramim omerim errad mevushal veerrad sheenu mevushal    |
| אין מדליקין בו:                                   | ein madliquin bô.                                                      |
| (ב) אין מדליקין בשמן שרפה ביום רבי ישמעאל         | Ein madliquin beshemen serefá beiom tôv. Ribi Ishmael                  |
| אומר אין מדליקין בעטרן מפני כבוד השבת: וחכמים     | omêr ein madliquin beitran mipenê revôd hashabat. Varrarramim          |
| מתירין בכל-השמנים. בשמן שמשמין. בשמן אגוזים. בשמן | matirin berrol-hahemanim beshemen shushemin, beshemen egozim, beshemen |
| צנונות. בשמן דגים. בשמן פקעות. בעטרן. ובנפט: רבי  | tsenonot, beshemen daguim, beshemen pacuôt, beitran, uvnefti. Ribi     |
| טרפון אומר. אין מדליקין אלא בשמן זית בלבד:        | Tarfon omer, ein madliquin elá beshemen zait bilvad.                   |
| כל-היוצה מן העץ אין מדליקין בו אלא פשתן.(ג)       | Col-haiotsê min haets ein madliquin bô elá fishtan,                    |
| וכל-היוצה מן העץ אינו מטמא טמאת אהלים אלא פשתן:   | verrol haiotsê min haets eino mitamê tumeat ohalim elá fishtan.        |
| פתילה הבגד שקפלה ולא הבהבה. רבי אליעזר אומר       | Petilat habêgued sheiquipelá velô hivehavá, ribi Eliezer omêr          |
| טמאה היא ואין מדליקין בה. רבי עקיבה אומר טהורה    | temeá hi veen mabliquin bá, ribi Aquiva omêr tehorá                    |
| היא ומדליקין בה:                                  | hi umadliquin bá.                                                      |
| (ד) לא יקוב אדם שפופרת של ביצה וימלאנה שמן.       | Lô icov adam shefoferet shel betsá vimaleaná shmen                     |
| ויתננה על פי הנר בשביל שתהא מנטפת. ואפלו היא של   | veitenená al pi haner bishvil shetehe menatefet, vaafilu hi shel       |
| חרס. ורבי יהודה מתיר. אבל אם חברה היוצר מתחלה     | rerês veribi iehudá matil, aval mi riberá haiotser miterrilá           |
| מתר. מפני שהוא כלי אחד: לא ימלה אדם קערה שמן      | mutar, mipeni shehu queli errad. Lo imalê adam queará shemen           |
| ויתממה בצד הנר. ויתן ראש הפתילה בתורה בשביל שתהא  | veitenená betsad haner rosh hapetila betorrá bishvil shetehe           |
| שואבת. ורבי יהודה מתיר:                           | shoevet, veribi iehudá matir.                                          |
| (ה) המכבה את הנר מפני שהוא מתירה מפני גוים.       | Hamerrabê et haner mipenei shehu mitearê mipenei goim                  |
| מפני לסטים. מפני רוח רעה. מפני החולה שיישן. פטור: | mipenei listim, mipenei ruár raá, mipenei harrolê sheshan, patur       |
| כחס על הנר. כחס על השמן. כחס על הפתילה. חיב.      | quehas al haner, quehas al hashemen, quehas al hapetilá, raiav         |
| רבי יוסי פוטר בחלן חוץ מן הפתילה. מפני שהוא עושה  | ribi iosse foter berrulan ruts min hapetilá, mipenei shehu oçá         |
| פחם:                                              | perram.                                                                |
| (ו) על שלש עברות נשים מתות בשעת לדתן. אל          | Al shalosh averot nashim metot bishiat ledatan, al                     |
| שאינן זהירות בנדה. ובהדלקת הנר:                   | sheeinan zehirot banidá, barralá, uvhadlacat haner.                    |
| (ז) שלשה דברים צריך אדם לומר בתוך ביתו ערב        | Sheloshá devarim tsarir adam lomar betôr beitô êrev                    |
| שבת עם חשכה. עשרתם. ערבתם. הדליקו את-ינר:         | shabat im hasherrá, içartem, hadlicu et haner.                         |
| ספק חשכה ספק אינה חשכה. אין מעשרין את-הודי.       | Safec hasherrá safec einá hasherrá, ein meacerin et-havadai            |
| ואין מטבילין את-הכלים. ואין מדליקין את-הנרות. אבל | veein matbilin et-haquelim, veein madliquin et-hanerot, aval           |
| מעשרין את-הדמי. ומערבין וטומנין את-החמין:         | meacerin et-hamedai, umearevin vetomenim et-harramin                   |
| אמר רבי אלעזר אמר רבי חנינא. תלמידי חכמין         | Amar ribi elazar amar ibi haniná, talmidei rarramim                    |
| מרבים שלום בעולם שאמר. וכל-בניך למודי יי. ורב     | marbim shalom baolam, sheneemar, verrol banaír limudei Adona', verav   |
| שלום במיך: אל תקרי בניך. אלא בניך:                | shelom banaír, al ticrei banaír, elá bonaír.                           |
| יהי שלום בחליך שלוה בארמנותיך:                    | Iehi shalom berrelêr shalvá bearmenotaírr.                             |
| למען אחי ורעי אדברה-נה שלום בך:                   | Lemaan arrai vereai, adaberá ná shalom bárr.                           |
| למען בית-יי אלהינו אבקשה טוב לך:                  | Lemaan beit Adona' elohenu, avacshá tôv lárr.                          |
| וראה בנים לבניך שלום על ישראל:                    | Uriê vanim levnêrra, shalom al Israel.                                 |
| שלום רב לאהבי תורתך ואין למו מכשול:               | Shalom rav leohavei toratêrra, veein lamô mirrshol.                    |
| יי עז לעמו יתן יי יברך את-עמו בשלום:              | Adona' oz leamô iten, Adona' ievarêr et-amô vashalom.                  |

### Português
Do que acender e não acender [a chama de Shabat]. Não se acende com fios de cedro, nem linho, nem resto de seda, nem fio de salgueiro nem com mecha de fio do deserto, nem com limo das marés, nem piche derretido, nem cera, nem óleo de caroço de algodão nem azeite consagrado que ficou impuro nem com banha de rabo de carneiro nem com sebo. Naum, o medeu, diz que se acende com sebo cozido, e os sábios dizem que com cozido e com não cozido não se acende com sebo.
Não se acende na véspera de festa com azeite consagrado que se impurificou. Rabi Ismael diz que não se acende com alcatrão por respeito ao sétimo dia. E os sábios permitem o uso de todos os óleos: óleo de gerlelim, óleo de nozes, óleo de rabanetes, óleo de peixes, óleo de abóbora, piche e petróleo. Rabi Tarfon diz que só se acende com azeite de oliva.
Nenhuma parte de árvore pode ser usada como mecha, salvo linho, e toda parte de árvore já usada na feitura de mechas está suscetível à impureza, pela lei de pureza que exlui o linho. Rabi Eliezer diz que se um pedaço de estopa foi dobrado mas não chamuscado é impróprio ao uso como mecha. Rabi Aquiva diz que é própria e se pode usar.
Não se pode quebrar a casca do ovo, enchê-la com azeite pô-la diante da abertura da chama, de forma que as gotas pinguem dentro, mas Rabi Judá o permite; porém, se que o fez tiver juntado do princípio duas partes, é permitido tudo isto. Na verdade, a união faz com que sejam consideradas um só vasilhame. Não se pode usar vasilha de barro desta forma, e Rabi Judá o permite.
É inocente quem apaga a chama por temer um gói, bandidos ou maus espíritos ou, ainda, para que um doente possa repousar; será, porém, culpado de violar o Shabat se o fito for conservar o luzeiro, o óleo ou a mecha. Rabi José permite tudo isso, salvo se o escopo é conservar a mecha, pois ao apagá-la ela vira carvão.
Por três atitudes as mulheres podem morrer à hora do parto: não observar nidá, não separar a chalá e não acender as luzes de Shabat.
Três coisas o homem deve dizer em sua casa na véspera do sétimo dia: "separaste o dízimo?"; "preparaste o ambiente?"; "preparaste as luzes do sétimo dia?"
Na dúvida de ter anoitecido, não se deve separar o dízimo, não se lavam as vasilhas e não se acendem as luzes. Estando-se em dúvida se o dízimo foi separado, deve-se quitá-lo. Todavia, o ambiente pode ser preparado e as comidas mantidas cobertas para lhes manter o calor.
Disse Rabi Elazar, em nome de Rabi Ananias, que os sábios aumentam a paz no mundo, como está escrito: "Quando todos os teus filhos estiverem instruídosn a Torá, grande será a paz dos teus filhos. Que haja paz dentro dos teus muros e prosperidade nos teus paços. Pelo amor de meus irmão e filhos, falarei agora de paz a teu respeito. Pelo amor do templo do Eterno, nosso Deus, procurarei teu bem. E verás os filhos de teus filhos e a paz em Israel, copiosa paz para aqueles que amam a Tua lei, sem que tenham obstáculos. O Eterno dará forá a Seu povo. O Eterno abençoará com paz a Seu povo".